# Apan kommun
Apan är en kommun i Mexiko.   Den ligger i delstaten Hidalgo, i den sydöstra delen av landet, 80 km öster om huvudstaden Mexico City.
Följande samhällen finns i Apan:
- Apan
- Lázaro Cárdenas
- Lomas del Pedregal
- Los Voladores
- San José el Mirador
- Malayerba
- Las Haciendas
- San Lucas
- San Sebastián
- Ampliación Loma Bonita